# Korolîn, Mostîska
Korolîn (în ucraineană Королин) este un sat în comuna Berehove din raionul Mostîska, regiunea Liov, Ucraina.

## Demografie
Componența lingvistică a localității Korolîn
     Ucraineană (100%)
Conform recensământului din 2001, toată populația localității Korolîn era vorbitoare de ucraineană (100%).